# Leukon (Sohn des Athamas)
Leukon (altgriechisch Λεύκων Leúkōn) ist eine Figur der griechischen Mythologie.
Er ist ein Sohn des Athamas und der Themisto. Seine Brüder sind Erythrios, Schoineus und Ptoos – letzterer wird auch Ptoios genannt und hat nach späteren Berichten einen Zwillingsbruder namens Porphyrion – sowie Sphingios und Orchomenos.
Seine Kinder sind Euippe und Erythras, nach dem die böotische Stadt Erythrai benannt sein soll, sowie Peisidike, die Mutter von Argynnos.